# Parallelia acutissima
Parallelia acutissima är en fjärilsart som beskrevs av George Thomas Bethune-Baker 1906. Parallelia acutissima ingår i släktet Parallelia och familjen nattflyn. Inga underarter finns listade i Catalogue of Life.